# Formel-1-Weltmeisterschaft 2005

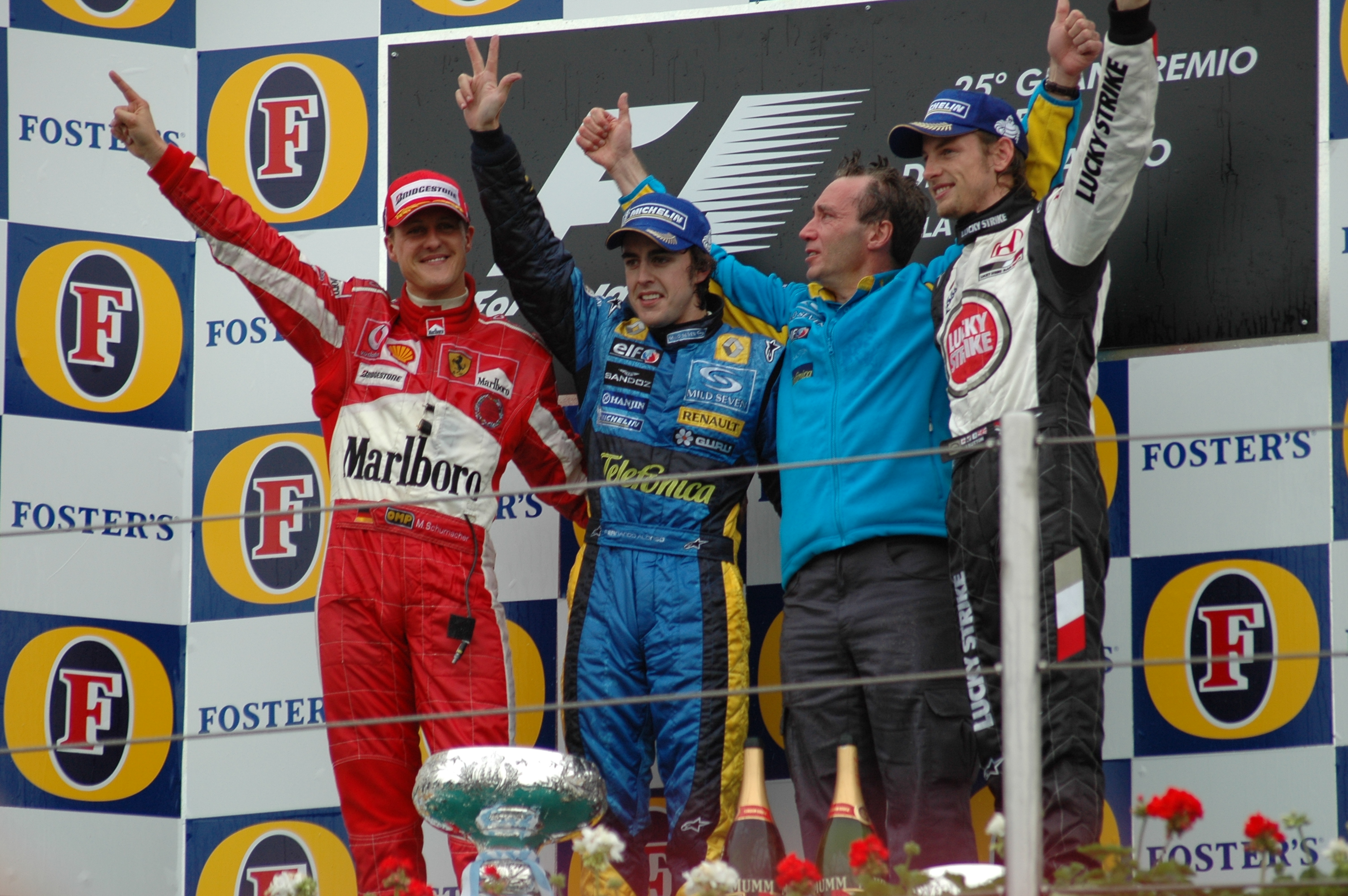
Podium des GP San Marino 2005

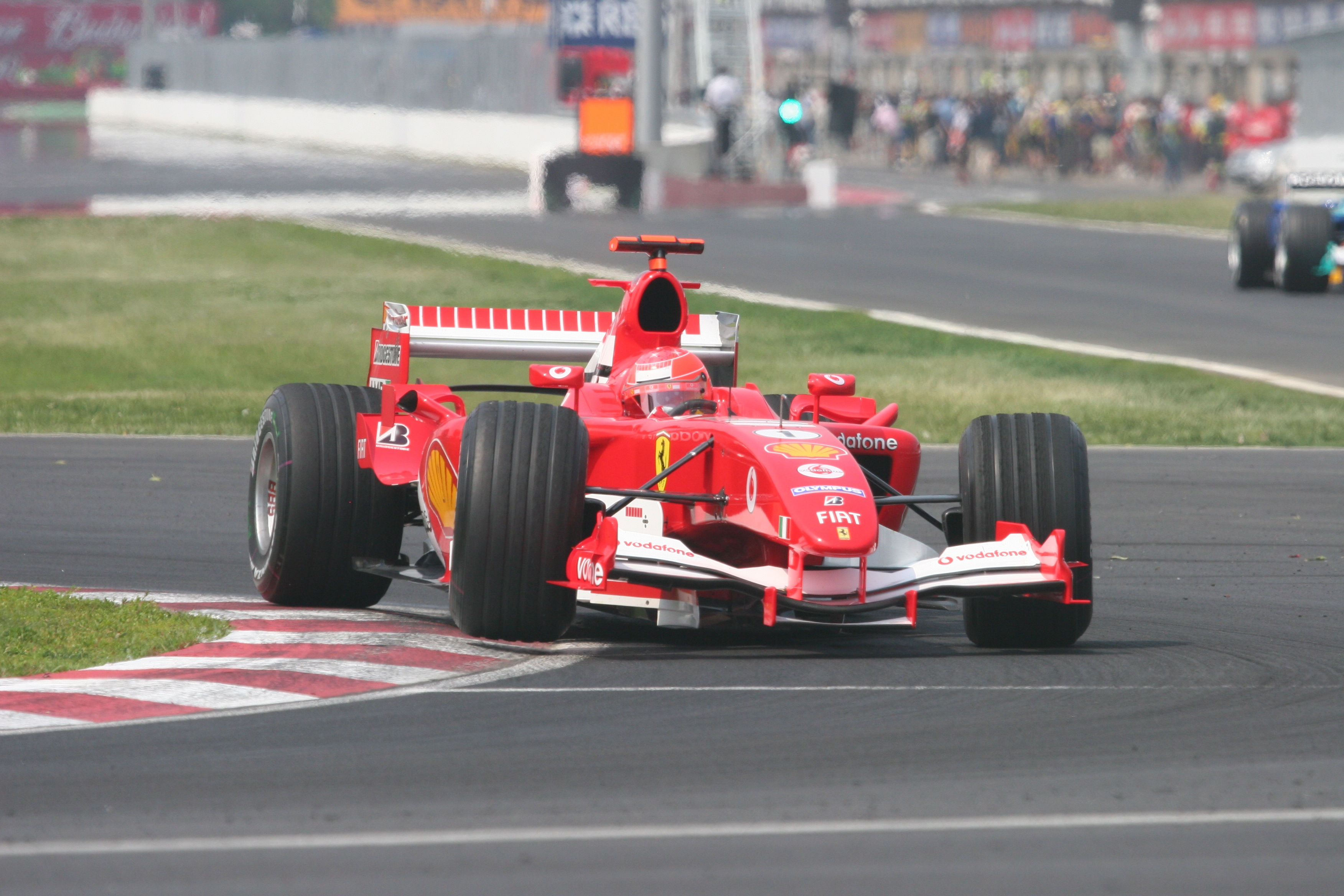
Titelverteidiger Michael Schumacher beim GP Kanada 2005

Die Formel-1-Weltmeisterschaft 2005 war die 56. Saison der Formel-1-Weltmeisterschaft. Sie wurde über 19 Rennen in der Zeit vom 6. März bis zum 16. Oktober ausgetragen.
Erstmals wurde Fernando Alonso Weltmeister. Er war der erste spanische Formel-1-Weltmeister und mit 24 Jahren der bis dahin jüngste Titelträger der Geschichte, bis der Rekord 2008 durch Lewis Hamilton (und dann 2010 durch Sebastian Vettel) unterboten wurde.
Das Renault Team von Teamchef Flavio Briatore gewann außer dem Weltmeistertitel in der Fahrerwertung auch die Konstrukteurswertung. Dies war der erste Konstrukteurstitel für das seit 2002 wieder als Rennstall antretende Renault-Team.

## Änderungen 2005

### Reglement
Die ersten sechs Rennen der Saison 2005 liefen mit geänderten Qualifying-Regeln ab. Die Startpositionen wurden in zwei Durchgängen mit jeweils einer Qualifikationsrunde bestimmt. Der erste Durchgang fand am Samstagnachmittag statt, der zweite am Sonntagmorgen. Nach dem Samstags-Qualifying durften die Rennwagen nachgetankt werden, das Sonntags-Qualifying musste bereits mit der für das Rennen vorgesehenen Spritmenge gefahren werden. Am 24. Mai 2005 kehrte die Formel 1 nach einem Treffen der Team-Chefs mit dem FIA-Präsidenten Max Mosley zur bereits 2004 geltenden Regel mit einer einzigen Qualifying-Runde am Samstag zurück.
Die gravierendste Regeländerung wurde bzgl. der Rennreifen eingeführt: Reifenwechsel wurden in dieser Saison verboten, sodass jeder Fahrer sowohl die beiden Qualifikationsrunden als auch das Rennen mit einem einzigen Reifensatz fahren musste. Lediglich bei Reifenpannen und bei nassem Wetter wurden Reifenwechsel erlaubt.
Nachdem in der letzten Saison eingeführt worden war, dass jeder Motor ein ganzes Rennwochenende halten musste, wurde diese Regel in dieser Saison verschärft: nun sollte jeder Motor über zwei Rennwochenenden eingesetzt werden. Musste ein Motor aufgrund eines Defekts vor dem Qualifying ausgetauscht werden, wurde der Fahrer in der Startaufstellung um zehn Startplätze nach hinten versetzt. Musste der Motor während oder nach dem Qualifying ausgetauscht werden, wurde der Fahrer an das Ende des Startfeldes strafversetzt.
Um bessere Bedingungen zum Überholen zu schaffen, wurden die Regularien für die Aerodynamik verändert. Dabei wurden die Größe und die Platzierung der Front- und Heckflügel, die Vorgaben für die Höhe der Nase und weitere Regeln verändert.

### Rennstrecken
2005 fand erstmals der Große Preis der Türkei auf dem Istanbul Park Circuit statt, wodurch sich die Anzahl der Saisonrennen gegenüber 2004 auf 19 erhöhte.
Im Rennkalender gab es in der zweiten Saisonhälfte einige Umstellungen. Der Große Preis von Belgien bildete nun den Abschluss der europäischen Rennen, danach wurde die Reihenfolge der Rennen in Übersee umgestellt: Der Große Preis von Brasilien, der im Vorjahr das Saisonfinale dargestellt hatte, tauschte seine Position mit dem Großen Preis von China, auf dem nun das letzte Saisonrennen stattfand.

### Fahrer
Nur sieben Fahrer fuhren für das gleiche Team wie in der vorherigen Saison: Michael Schumacher, Rubens Barrichello, Jenson Button, Takuma Sato, Kimi Räikkönen, Fernando Alonso und Felipe Massa. Olivier Panis, Marc Gene, Ricardo Zonta, Cristiano da Matta, Zsolt Baumgartner, Gianmaria Bruni und Giorgio Pantano fanden kein Cockpit für die Saison oder beendeten ihre Karriere. Mit Christijan Albers, Tiago Monteiro, Patrick Friesacher und Narain Karthikeyan, dem ersten indischen Formel-1-Fahrer, gab es vier neue Fahrer. Außerdem kehrte Jacques Villeneuve nach etwa einem Jahr Abwesenheit zurück in die Formel 1.

### Teams
Der österreichische Unternehmer und Milliardär Dietrich Mateschitz übernahm Jaguar Racing und bildete daraus das neue Team Red Bull Racing. Dabei startete dieses genau wie zuvor Jaguar mit einer britischen Lizenz. Jordan Grand Prix wurde von der Midland Group übernommen, startete in dieser Saison aber weiterhin unter dem Namen Jordan. Das Team setzte 2005 Toyota-Motoren ein. Sauber wechselte den Reifenausrüster von Bridgestone zu Michelin. Nach dem USA-Grand-Prix verkaufte Peter Sauber die Mehrheit seines Teams an BMW, so dass in der folgenden Saison das Team BMW Sauber F1 gebildet wurde.

## Teams und Fahrer
| Bild           | Team                       | Chassis                     | Motor                 | Reifen | Nr. | Stammfahrer          | Rennen        | Nr. | Dritter Fahrer                                               | Testfahrer                                                                      |
| -------------- | -------------------------- | --------------------------- | --------------------- | ------ | --- | -------------------- | ------------- | --- | ------------------------------------------------------------ | ------------------------------------------------------------------------------- |
| Ferrari F2005  | Scuderia Ferrari Marlboro  | Ferrari F2004 Ferrari F2005 | Ferrari 3.0 V10       | B      | 01  | Michael Schumacher   | 1–19          |     | —1                                                           | Luca Badoer Marc Gené                                                           |
| Ferrari F2005  | Scuderia Ferrari Marlboro  | Ferrari F2004 Ferrari F2005 | Ferrari 3.0 V10       | B      | 02  | Rubens Barrichello   | 1–19          |     | —1                                                           | Luca Badoer Marc Gené                                                           |
| BAR 007        | Lucky Strike BAR Honda     | BAR 007                     | Honda 3.0 V10         | M      | 03  | Jenson Button        | 1–4, 7–19     |     | —1                                                           | Enrique Bernoldi Adam Carroll Anthony Davidson Tony Kanaan Alan van der Merwe   |
| BAR 007        | Lucky Strike BAR Honda     | BAR 007                     | Honda 3.0 V10         | M      | 04  | Takuma Satō          | 1, 3, 4, 7–19 |     | —1                                                           | Enrique Bernoldi Adam Carroll Anthony Davidson Tony Kanaan Alan van der Merwe   |
| BAR 007        | Lucky Strike BAR Honda     | BAR 007                     | Honda 3.0 V10         | M      | 04  | Anthony Davidson     | 2             |     | —1                                                           | Enrique Bernoldi Adam Carroll Anthony Davidson Tony Kanaan Alan van der Merwe   |
| Renault R25    | Mild Seven Renault F1 Team | Renault R25                 | Renault 3.0 V10       | M      | 05  | Fernando Alonso      | 1–19          |     | —1                                                           | Lucas di Grassi Heikki Kovalainen Robert Kubica Giorgio Mondini Franck Montagny |
| Renault R25    | Mild Seven Renault F1 Team | Renault R25                 | Renault 3.0 V10       | M      | 06  | Giancarlo Fisichella | 1–19          |     | —1                                                           | Lucas di Grassi Heikki Kovalainen Robert Kubica Giorgio Mondini Franck Montagny |
| Williams FW27  | BMW WilliamsF1 Team        | Williams FW27               | BMW 3.0 V10           | M      | 07  | Mark Webber          | 1–19          |     | —1                                                           | Antonio Pizzonia Andy Priaulx Nico Rosberg Sebastian Vettel                     |
| Williams FW27  | BMW WilliamsF1 Team        | Williams FW27               | BMW 3.0 V10           | M      | 08  | Nick Heidfeld        | 1–14          |     | —1                                                           | Antonio Pizzonia Andy Priaulx Nico Rosberg Sebastian Vettel                     |
| Williams FW27  | BMW WilliamsF1 Team        | Williams FW27               | BMW 3.0 V10           | M      | 08  | Antonio Pizzonia     | 15–19         |     | —1                                                           | Antonio Pizzonia Andy Priaulx Nico Rosberg Sebastian Vettel                     |
| McLaren MP4-20 | West McLaren Mercedes      | McLaren MP4-20              | Mercedes-Benz 3.0 V10 | M      | 09  | Kimi Räikkönen       | 1–19          | 35  | Pedro de la Rosa Alexander Wurz                              | Gary Paffett                                                                    |
| McLaren MP4-20 | West McLaren Mercedes      | McLaren MP4-20              | Mercedes-Benz 3.0 V10 | M      | 10  | Juan Pablo Montoya   | 1–2, 5–19     | 35  | Pedro de la Rosa Alexander Wurz                              | Gary Paffett                                                                    |
| McLaren MP4-20 | West McLaren Mercedes      | McLaren MP4-20              | Mercedes-Benz 3.0 V10 | M      | 10  | Pedro de la Rosa     | 3             | 35  | Pedro de la Rosa Alexander Wurz                              | Gary Paffett                                                                    |
| McLaren MP4-20 | West McLaren Mercedes      | McLaren MP4-20              | Mercedes-Benz 3.0 V10 | M      | 10  | Alexander Wurz       | 4             | 35  | Pedro de la Rosa Alexander Wurz                              | Gary Paffett                                                                    |
| Sauber C24     | Sauber Petronas            | Sauber C24                  | Petronas 3.0 V10      | M      | 11  | Jacques Villeneuve   | 1–19          | 36  | —                                                            | —                                                                               |
| Sauber C24     | Sauber Petronas            | Sauber C24                  | Petronas 3.0 V10      | M      | 12  | Felipe Massa         | 1–19          | 36  | —                                                            | —                                                                               |
| Red Bull RB1   | Red Bull Racing            | Red Bull RB1                | Cosworth 3.0 V10      | M      | 14  | David Coulthard      | 1–19          | 37  | Christian Klien Vitantonio Liuzzi Scott Speed                | Neel Jani                                                                       |
| Red Bull RB1   | Red Bull Racing            | Red Bull RB1                | Cosworth 3.0 V10      | M      | 15  | Christian Klien      | 1–3, 8–19     | 37  | Christian Klien Vitantonio Liuzzi Scott Speed                | Neel Jani                                                                       |
| Red Bull RB1   | Red Bull Racing            | Red Bull RB1                | Cosworth 3.0 V10      | M      | 15  | Vitantonio Liuzzi    | 4–7           | 37  | Christian Klien Vitantonio Liuzzi Scott Speed                | Neel Jani                                                                       |
| Toyota TF105   | Panasonic Toyota Racing    | Toyota TF105                | Toyota 3.0 V10        | M      | 16  | Jarno Trulli         | 1–19          | 38  | Olivier Panis Ricardo Zonta                                  | Ryan Briscoe Borja García Franck Perera                                         |
| Toyota TF105   | Panasonic Toyota Racing    | Toyota TF105                | Toyota 3.0 V10        | M      | 17  | Ralf Schumacher      | 1–8, 10–19    | 38  | Olivier Panis Ricardo Zonta                                  | Ryan Briscoe Borja García Franck Perera                                         |
| Toyota TF105   | Panasonic Toyota Racing    | Toyota TF105                | Toyota 3.0 V10        | M      | 17  | Ricardo Zonta        | 9             | 38  | Olivier Panis Ricardo Zonta                                  | Ryan Briscoe Borja García Franck Perera                                         |
| Jordan EJ15    | Jordan Grand Prix          | Jordan EJ15                 | Toyota 3.0 V10        | B      | 18  | Tiago Monteiro       | 1–19          | 39  | Robert Doornbos Nicolas Kiesa Franck Montagny Sakon Yamamoto | Mario Domínguez Nicky Pastorelli                                                |
| Jordan EJ15    | Jordan Grand Prix          | Jordan EJ15                 | Toyota 3.0 V10        | B      | 19  | Narain Karthikeyan   | 1–19          | 39  | Robert Doornbos Nicolas Kiesa Franck Montagny Sakon Yamamoto | Mario Domínguez Nicky Pastorelli                                                |
| Minardi PS05   | Minardi F1 Team            | Minardi PS04B Minardi PS05  | Cosworth 3.0 V10      | B      | 20  | Patrick Friesacher   | 1–11          | 40  | Chanoch Nissany Enrico Toccacelo                             | Juan Cáceres Roldán Rodríguez                                                   |
| Minardi PS05   | Minardi F1 Team            | Minardi PS04B Minardi PS05  | Cosworth 3.0 V10      | B      | 20  | Robert Doornbos      | 12–19         | 40  | Chanoch Nissany Enrico Toccacelo                             | Juan Cáceres Roldán Rodríguez                                                   |
| Minardi PS05   | Minardi F1 Team            | Minardi PS04B Minardi PS05  | Cosworth 3.0 V10      | B      | 21  | Christijan Albers    | 1–19          | 40  | Chanoch Nissany Enrico Toccacelo                             | Juan Cáceres Roldán Rodríguez                                                   |

1 Die ersten vier Teams der vorhergehenden Saison durften keinen dritten Fahrer bei den Freitags-Trainings einsetzen.

## Rennkalender
| Nr. | Datum         | Grand Prix (Strecke)         | Distanz (km) | Sieger                                | Zweiter                               | Dritter                               | Pole- Position                        | Schnellste Rennrunde                  | Gesamtführender Fahrer         | Gesamtführender Konstrukteur |
| --- | ------------- | ---------------------------- | ------------ | ------------------------------------- | ------------------------------------- | ------------------------------------- | ------------------------------------- | ------------------------------------- | ------------------------------ | ---------------------------- |
| 01  | 6. März       | Australien (Melbourne)       | 307,574      | Giancarlo Fisichella (Renault)        | Rubens Barrichello (Ferrari)          | Fernando Alonso (Renault)             | Giancarlo Fisichella (Renault)        | Fernando Alonso (Renault)             | Giancarlo Fisichella (Renault) | Renault                      |
| 02  | 20. März      | Malaysia (Sepang)            | 310,408      | Fernando Alonso (Renault)             | Jarno Trulli (Toyota)                 | Nick Heidfeld (Williams-BMW)          | Fernando Alonso (Renault)             | Kimi Räikkönen (McLaren-Mercedes)     | Fernando Alonso (Renault)      | Renault                      |
| 03  | 3. April      | Bahrain (as-Sachir)          | 308,769      | Fernando Alonso (Renault)             | Jarno Trulli (Toyota)                 | Kimi Räikkönen (McLaren-Mercedes)     | Fernando Alonso (Renault)             | Pedro de la Rosa (McLaren-Mercedes)   | Fernando Alonso (Renault)      | Renault                      |
| 04  | 24. April     | San Marino (Imola)           | 305,609      | Fernando Alonso (Renault)             | Michael Schumacher (Ferrari)          | Alexander Wurz (McLaren-Mercedes)     | Kimi Räikkönen (McLaren-Mercedes)     | Michael Schumacher (Ferrari)          | Fernando Alonso (Renault)      | Renault                      |
| 05  | 8. Mai        | Spanien (Montmeló)           | 305,256      | Kimi Räikkönen (McLaren-Mercedes)     | Fernando Alonso (Renault)             | Jarno Trulli (Toyota)                 | Kimi Räikkönen (McLaren-Mercedes)     | Giancarlo Fisichella (Renault)        | Fernando Alonso (Renault)      | Renault                      |
| 06  | 22. Mai       | Monaco (Monte Carlo)         | 260,520      | Kimi Räikkönen (McLaren-Mercedes)     | Nick Heidfeld (Williams-BMW)          | Mark Webber (Williams-BMW)            | Kimi Räikkönen (McLaren-Mercedes)     | Michael Schumacher (Ferrari)          | Fernando Alonso (Renault)      | Renault                      |
| 07  | 29. Mai       | Europa (Nürburg)             | 308,863      | Fernando Alonso (Renault)             | Nick Heidfeld (Williams-BMW)          | Rubens Barrichello (Ferrari)          | Nick Heidfeld (Williams-BMW)          | Fernando Alonso (Renault)             | Fernando Alonso (Renault)      | Renault                      |
| 08  | 12. Juni      | Kanada (Montréal)            | 305,270      | Kimi Räikkönen (McLaren-Mercedes)     | Michael Schumacher (Ferrari)          | Rubens Barrichello (Ferrari)          | Jenson Button (BAR-Honda)             | Kimi Räikkönen (McLaren-Mercedes)     | Fernando Alonso (Renault)      | Renault                      |
| 09  | 19. Juni      | USA (Indianapolis)           | 306,016      | Michael Schumacher (Ferrari)          | Rubens Barrichello (Ferrari)          | Tiago Monteiro (Jordan-Toyota)        | Jarno Trulli (Toyota)                 | Michael Schumacher (Ferrari)          | Fernando Alonso (Renault)      | Renault                      |
| 10  | 3. Juli       | Frankreich (Magny-Cours)     | 308,586      | Fernando Alonso (Renault)             | Kimi Räikkönen (McLaren-Mercedes)     | Michael Schumacher (Ferrari)          | Fernando Alonso (Renault)             | Kimi Räikkönen (McLaren-Mercedes)     | Fernando Alonso (Renault)      | Renault                      |
| 11  | 10. Juli      | Großbritannien (Silverstone) | 308,355      | Juan Pablo Montoya (McLaren-Mercedes) | Fernando Alonso (Renault)             | Kimi Räikkönen (McLaren-Mercedes)     | Fernando Alonso (Renault)             | Kimi Räikkönen (McLaren-Mercedes)     | Fernando Alonso (Renault)      | Renault                      |
| 12  | 24. Juli      | Deutschland (Hockenheim)     | 306,485      | Fernando Alonso (Renault)             | Juan Pablo Montoya (McLaren-Mercedes) | Jenson Button (BAR-Honda)             | Kimi Räikkönen (McLaren-Mercedes)     | Kimi Räikkönen (McLaren-Mercedes)     | Fernando Alonso (Renault)      | Renault                      |
| 13  | 31. Juli      | Ungarn (Mogyoród)            | 306,663      | Kimi Räikkönen (McLaren-Mercedes)     | Michael Schumacher (Ferrari)          | Ralf Schumacher (Toyota)              | Michael Schumacher (Ferrari)          | Kimi Räikkönen (McLaren-Mercedes)     | Fernando Alonso (Renault)      | Renault                      |
| 14  | 21. August    | Türkei (Istanbul)            | 309,396      | Kimi Räikkönen (McLaren-Mercedes)     | Fernando Alonso (Renault)             | Juan Pablo Montoya (McLaren-Mercedes) | Kimi Räikkönen (McLaren-Mercedes)     | Juan Pablo Montoya (McLaren-Mercedes) | Fernando Alonso (Renault)      | Renault                      |
| 15  | 4. September  | Italien (Monza)              | 306,720      | Juan Pablo Montoya (McLaren-Mercedes) | Fernando Alonso (Renault)             | Giancarlo Fisichella (Renault)        | Juan Pablo Montoya (McLaren-Mercedes) | Kimi Räikkönen (McLaren-Mercedes)     | Fernando Alonso (Renault)      | Renault                      |
| 16  | 11. September | Belgien (Spa-Francorchamps)  | 306,812      | Kimi Räikkönen (McLaren-Mercedes)     | Fernando Alonso (Renault)             | Jenson Button (BAR-Honda)             | Juan Pablo Montoya (McLaren-Mercedes) | Ralf Schumacher (Toyota)              | Fernando Alonso (Renault)      | Renault                      |
| 17  | 25. September | Brasilien (São Paulo)        | 305,909      | Juan Pablo Montoya (McLaren-Mercedes) | Kimi Räikkönen (McLaren-Mercedes)     | Fernando Alonso (Renault)             | Fernando Alonso (Renault)             | Kimi Räikkönen (McLaren-Mercedes)     | Fernando Alonso (Renault)      | McLaren-Mercedes             |
| 18  | 9. Oktober    | Japan (Suzuka)               | 307,573      | Kimi Räikkönen (McLaren-Mercedes)     | Giancarlo Fisichella (Renault)        | Fernando Alonso (Renault)             | Ralf Schumacher (Toyota)              | Kimi Räikkönen (McLaren-Mercedes)     | Fernando Alonso (Renault)      | Renault                      |
| 19  | 16. Oktober   | China (Shanghai)             | 305,256      | Fernando Alonso (Renault)             | Kimi Räikkönen (McLaren-Mercedes)     | Ralf Schumacher (Toyota)              | Fernando Alonso (Renault)             | Kimi Räikkönen (McLaren-Mercedes)     | Fernando Alonso (Renault)      | Renault                      |

## Rennberichte

### Großer Preis von Australien
| Platz | Fahrer               | Team              | Zeit        |
| ----- | -------------------- | ----------------- | ----------- |
| 1     | Giancarlo Fisichella | Renault           | 1:24:17,336 |
| 2     | Rubens Barrichello   | Ferrari           | + 4,553     |
| 3     | Fernando Alonso      | Renault           | + 6,712     |
| 4     | David Coulthard      | Red Bull-Cosworth | + 16,131    |
| 5     | Mark Webber          | Williams-BMW      | + 17,908    |
| 6     | Juan Pablo Montoya   | McLaren-Mercedes  | + 35,023    |
| 7     | Christian Klien      | Red Bull-Cosworth | + 38,997    |
| 8     | Kimi Räikkönen       | McLaren-Mercedes  | + 39,633    |

Der Große Preis von Australien in Melbourne fand am 6. März 2005 statt und ging über eine Distanz von 56 Runden (296,968 km).
Die erste Pole-Position der Saison 2005 erreichte Fisichella vor Trulli und Webber. Fisichella konnte dies im Rennen in einen Sieg umsetzen, die schnellste Rennrunde fuhr Alonso in 1:25,683 Minuten.
Michael Schumacher musste in der 43. Runde nach einem selbst verschuldeten Unfall mit Nick Heidfeld aufgeben. Dieser Unfall führte auch zum Ausfall von Heidfeld. Zusammen mit Albers kamen somit 3 von 20 Fahrern nicht ins Ziel.

### Großer Preis von Malaysia
| Platz | Fahrer             | Team              | Zeit        |
| ----- | ------------------ | ----------------- | ----------- |
| 1     | Fernando Alonso    | Renault           | 1:31:33,736 |
| 2     | Jarno Trulli       | Toyota            | + 24,327    |
| 3     | Nick Heidfeld      | Williams-BMW      | + 32,188    |
| 4     | Juan Pablo Montoya | McLaren-Mercedes  | + 41,631    |
| 5     | Ralf Schumacher    | Toyota            | + 51,854    |
| 6     | David Coulthard    | Red Bull-Cosworth | + 1:12,543  |
| 7     | Michael Schumacher | Ferrari           | + 1:19,988  |
| 8     | Christian Klien    | Red Bull-Cosworth | + 1:20,835  |

Der Große Preis von Malaysia in Sepang fand am 20. März 2005 statt und ging über eine Distanz von 56 Runden (310,408 km).
Auch im zweiten Rennen der Saison gewann ein Renault-Fahrer sowohl die Pole-Position als auch das Rennen. Diesmal gelang dies Fernando Alonso. Die schnellste Runde fuhr Räikkönen mit 1:35,483 Minuten.
In der 36. Rennrunde kollidierten Fisichella und Webber, die danach beide das Rennen nicht beenden konnten. Hiervon profitierte Heidfeld, der dadurch hinter Trulli den 3. Platz belegte. Weitere Ausfälle gab es von Barrichello, Villeneuve, Button, Davidson und Friesacher.

### Großer Preis von Bahrain
| Platz | Fahrer           | Team              | Zeit        |
| ----- | ---------------- | ----------------- | ----------- |
| 1     | Fernando Alonso  | Renault           | 1:29:18,531 |
| 2     | Jarno Trulli     | Toyota            | + 13,409    |
| 3     | Kimi Räikkönen   | McLaren-Mercedes  | + 32,063    |
| 4     | Ralf Schumacher  | Toyota            | + 53,272    |
| 5     | Pedro de la Rosa | McLaren-Mercedes  | + 1:02,988  |
| 6     | Mark Webber      | Williams-BMW      | + 1:14,701  |
| 7     | Felipe Massa     | Sauber-Petronas   | + 1 Runde   |
| 8     | David Coulthard  | Red Bull-Cosworth | + 1 Runde   |

Der Große Preis von Bahrain in as-Sachir fand am 3. April 2005 statt und ging über eine Distanz von 57 Runden (308,523 km).
Die Pole-Position ging an Alonso vor Michael Schumacher und Trulli.
Das Rennen gewann erneut Fernando Alonso. Ferrari konnte auch mit dem erstmals eingesetzten F2005 nicht in die WM-Wertung eingreifen. Für Schumacher war es der erste Ausfall wegen eines technischen Defekts seit dem Großen Preis von Deutschland 2001.
Mit 1:31,447 Minuten fuhr der McLaren-Mercedes Pilot Pedro de la Rosa die schnellste Rennrunde.

### Großer Preis von San Marino
| Platz | Fahrer             | Team              | Zeit        |
| ----- | ------------------ | ----------------- | ----------- |
| 1     | Fernando Alonso    | Renault           | 1:27:41,921 |
| 2     | Michael Schumacher | Ferrari           | + 0,215     |
| 3     | Alexander Wurz     | McLaren-Mercedes  | + 28,554    |
| 4     | Jacques Villeneuve | Sauber-Petronas   | + 1:04,442  |
| 5     | Jarno Trulli       | Toyota            | + 1:10,258  |
| 6     | Nick Heidfeld      | Williams-BMW      | + 1:11,282  |
| 7     | Mark Webber        | Williams-BMW      | + 1:23,297  |
| 8     | Vitantonio Liuzzi  | Red Bull-Cosworth | + 1:23,764  |

Der Große Preis von San Marino in Imola fand am 24. April 2005 statt und ging über eine Distanz von 62 Runden (305,609 km).
Im Qualifying erreichte Räikkönen vor Alonso und Button die Pole-Position. Michael Schumacher erreichte nach einem Fahrfehler nur den Startplatz 13, fuhr im Rennen aber auf den 2. Platz vor. Dabei fuhr er mit 1:21,858 Minuten außerdem die schnellste Rennrunde.
Räikkönen fiel in der 9. Rennrunde wegen einer gebrochenen Antriebswelle aus. Albers, Barrichello, Friesacher und Fisichella beendeten ebenfalls das Rennen nicht.
Bei der Siegerehrung stand Jenson Button auf dem Podiumsplatz 3. Sein BAR-Honda Teamkollege Takuma Satō beendete das Rennen auf Platz 5. Beide wurden aber später disqualifiziert, weil ihre Rennwagen ein regelwidriges Gewicht hatten.
Platz 3 ging damit nachträglich an Alexander Wurz, der in San Marino seinen einzigen Saisoneinsatz hatte.

### Großer Preis von Spanien
| Platz | Fahrer               | Team              | Zeit        |
| ----- | -------------------- | ----------------- | ----------- |
| 1     | Kimi Räikkönen       | McLaren-Mercedes  | 1:27:16,830 |
| 2     | Fernando Alonso      | Renault           | + 27,652    |
| 3     | Jarno Trulli         | Toyota            | + 45,947    |
| 4     | Ralf Schumacher      | Toyota            | + 46,719    |
| 5     | Giancarlo Fisichella | Renault           | + 57,936    |
| 6     | Mark Webber          | Williams-BMW      | + 1:08,542  |
| 7     | Juan Pablo Montoya   | McLaren-Mercedes  | + 1 Runde   |
| 8     | David Coulthard      | Red Bull-Cosworth | + 1 Runde   |

Der Große Preis von Spanien in Barcelona fand am 8. Mai 2005 statt und ging über eine Distanz von 66 Runden (305,256 km).
Räikkönen sicherte sich im Qualifying mit einer Zeit von 2:31,421 Minuten (2 Sessions) den ersten Startplatz vor Webber und Alonso. Das Rennen begann direkt nach dem Start mit einer Safety-Car-Phase, da beide Minardis Startprobleme hatten.
Räikkönen dominierte das Rennen und konnte seine Pole-Position in einen deutlichen Sieg umsetzen. Die schnellste Runde fuhr Fisichella mit 1:15,641 Minuten.
Villeneuve, Michael Schumacher, Albers, Friesacher und Liuzzi fielen aus.

### Großer Preis von Monaco
| Platz | Fahrer             | Team             | Zeit        |
| ----- | ------------------ | ---------------- | ----------- |
| 1     | Kimi Räikkönen     | McLaren-Mercedes | 1:45:15,556 |
| 2     | Nick Heidfeld      | Williams-BMW     | + 13,877    |
| 3     | Mark Webber        | Williams-BMW     | + 18,484    |
| 4     | Fernando Alonso    | Renault          | + 36,487    |
| 5     | Juan Pablo Montoya | McLaren-Mercedes | + 36,647    |
| 6     | Ralf Schumacher    | Toyota           | + 37,177    |
| 7     | Michael Schumacher | Ferrari          | + 37,223    |
| 8     | Rubens Barrichello | Ferrari          | + 37,570    |

Der Große Preis von Monaco in Monte Carlo fand am 22. Mai 2005 statt und ging über eine Distanz von 77 Runden (259,490 km).
Die Pole-Position erreichte Räikkönen vor Alonso und Webber. Das Rennen wurde erneut von Räikkönen dominiert. Nick Heidfeld erreichte mit dem 2. Platz vor seinem Williams-BMW Teamkollegen Webber die beste Formel-1-Platzierung seiner Karriere.
Die schnellste Rennrunde fuhr Michael Schumacher mit 1:15,842 Minuten.
Trotz einiger Unfälle fielen nur 4 Fahrer aus: Liuzzi, Friesacher, Coulthard und Karthikeyan.

### Großer Preis von Europa
| Platz | Fahrer               | Team              | Zeit        |
| ----- | -------------------- | ----------------- | ----------- |
| 1     | Fernando Alonso      | Renault           | 1:31:46,648 |
| 2     | Nick Heidfeld        | Williams-BMW      | + 16,567    |
| 3     | Rubens Barrichello   | Ferrari           | + 18,549    |
| 4     | David Coulthard      | Red Bull-Cosworth | + 31,588    |
| 5     | Michael Schumacher   | Ferrari           | + 50,445    |
| 6     | Giancarlo Fisichella | Renault           | + 51,932    |
| 7     | Juan Pablo Montoya   | McLaren-Mercedes  | + 58,173    |
| 8     | Jarno Trulli         | Toyota            | + 1:11,091  |

Der Große Preis von Europa am Nürburgring fand am 29. Mai 2005 statt und ging über eine Distanz von 60 Runden (308,863 km).
Im Qualifying hatte sich Nick Heidfeld die Pole-Position gesichert, im Rennen erreichte er den zweiten Platz. Sieger wurde Fernando Alonso, der auch die schnellste Rennrunde mit 1:30,711 Minuten in seiner 44ten Runde fuhr.
Mit Ralf Schumacher und Mark Webber fielen nur zwei Fahrer vorzeitig aus. Kimi Räikkönen, der das Rennen von Anfang an dominierte, erreichte das Ziel durch einen Bruch der rechten Vorderachse in der ersten Kurve der letzten Runde nicht. Die Vibrationen durch einen Bremsplatten und das Reifenwechselverbot gaben der Aufhängung den Rest. Er wurde aber aufgrund der zurückgelegten Distanz als Elfter gewertet.

### Großer Preis von Kanada
| Platz | Fahrer             | Team              | Zeit        |
| ----- | ------------------ | ----------------- | ----------- |
| 1     | Kimi Räikkönen     | McLaren-Mercedes  | 1:32.09,290 |
| 2     | Michael Schumacher | Ferrari           | + 1,137     |
| 3     | Rubens Barrichello | Ferrari           | + 40,483    |
| 4     | Felipe Massa       | Sauber-Petronas   | + 55,139    |
| 5     | Mark Webber        | Williams-BMW      | + 55,779    |
| 6     | Ralf Schumacher    | Toyota            | + 1 Runde   |
| 7     | David Coulthard    | Red Bull-Cosworth | + 1 Runde   |
| 8     | Christian Klien    | Red Bull-Cosworth | + 1 Runde   |

Der Große Preis von Kanada in Montreal fand am 12. Juni 2005 statt und ging über eine Distanz von 70 Runden (305,270 km).
Am Samstag erreichte Jenson Button mit einer Zeit von 1:15,217 Minuten die Pole-Position vor Michael Schumacher und Fernando Alonso.
Die schnellste Rennrunde fuhr Kimi Räikkönen in der 23 Runde mit einer Zeit von 1:14,384 Minuten. Räikkönen gewann das Rennen knapp vor Michael Schumacher.
Montoya wurde in der 52. Runde disqualifiziert, weil er in der Boxengasse die rote Ampel ignoriert hatte. Folgende 8 Fahrer fielen im Rennverlauf aus: Trulli, Button, Heidfeld, Satō, Friesacher, Alonso, Fisichella und Karthikeyan.

### Großer Preis der USA
| Platz | Fahrer             | Team             | Zeit        |
| ----- | ------------------ | ---------------- | ----------- |
| 1     | Michael Schumacher | Ferrari          | 1:29:43,181 |
| 2     | Rubens Barrichello | Ferrari          | + 1,522     |
| 3     | Tiago Monteiro     | Jordan-Toyota    | + 1 Runde   |
| 4     | Narain Karthikeyan | Jordan-Toyota    | + 1 Runde   |
| 5     | Christijan Albers  | Minardi-Cosworth | + 2 Runden  |
| 6     | Patrick Friesacher | Minardi-Cosworth | + 2 Runden  |

Der Große Preis der USA in Indianapolis fand am 19. Juni 2005 statt und ging über eine Distanz von 73 Runden (306,016 km).
Bei diesem Rennen gab Michelin lediglich eine Haltbarkeit von zehn Runden für seine Reifen an. Um eine Gefährdung der Fahrer auszuschließen, nahmen die mit Michelinreifen ausgestatteten Teams nicht am Rennen teil und fuhren nach der Aufwärmrunde in die Boxengasse zurück. Das Rennen wurde daher lediglich von sechs Fahrern bestritten. Der Versuch der Teams, die Streckenführung zu entschärfen oder neue, extra von Michelin eingeflogene Reifen zu verwenden, scheiterte im Vorfeld, da sich sowohl die FIA als auch Ferrari als Bridgestone-Team mit einer Änderung der Streckenführung nicht einverstanden erklärten und die FIA einen Wechsel der Reifen dem Reglement entsprechend mit einer Strafe belegt hätte. Der Vorschlag, dass die Michelin-Teams die Kurve mit einer Durchfahrt der Boxengasse umfahren sollen, wurde von den Michelin-Teams ebenfalls abgelehnt.

### Großer Preis von Frankreich
| Platz | Fahrer               | Team             | Zeit        |
| ----- | -------------------- | ---------------- | ----------- |
| 1     | Fernando Alonso      | Renault          | 1:31:22,233 |
| 2     | Kimi Räikkönen       | McLaren-Mercedes | + 11,805    |
| 3     | Michael Schumacher   | Ferrari          | + 1:21,914  |
| 4     | Jenson Button        | BAR-Honda        | + 1 Runde   |
| 5     | Jarno Trulli         | Toyota           | + 1 Runde   |
| 6     | Giancarlo Fisichella | Renault          | + 1 Runde   |
| 7     | Ralf Schumacher      | Toyota           | + 1 Runde   |
| 8     | Jacques Villeneuve   | Sauber-Petronas  | + 1 Runde   |

Der Große Preis von Frankreich in Magny-Cours fand am 3. Juli 2005 statt und ging über eine Distanz von 70 Runden (308,586 km).
Fernando Alonso sicherte sich im Qualifying die Pole-Position vor Trulli und Räikkönen. Allerdings wurde Räikkönen wegen eines Motorwechsels um zehn Startplätze zurückversetzt.
Die schnellste Rennrunde erzielte Räikkönen mit 1:16,423 Minuten. Sieger wurde Fernando Alonso, damit gelang ihm der erste Renault-Sieg beim Großen Preis von Frankreich seit 22 Jahren.
Montoya, Albers, Friesacher, Massa und Klien fielen aus.

### Großer Preis von Großbritannien
| Platz | Fahrer               | Team             | Zeit        |
| ----- | -------------------- | ---------------- | ----------- |
| 1     | Juan Pablo Montoya   | McLaren-Mercedes | 1:24:29,588 |
| 2     | Fernando Alonso      | Renault          | + 2,739     |
| 3     | Kimi Räikkönen       | McLaren-Mercedes | + 14,436    |
| 4     | Giancarlo Fisichella | Renault          | + 17,914    |
| 5     | Jenson Button        | BAR-Honda        | + 40,264    |
| 6     | Michael Schumacher   | Ferrari          | + 1:15,322  |
| 7     | Rubens Barrichello   | Ferrari          | + 1:16,567  |
| 8     | Ralf Schumacher      | Toyota           | +1:19,212   |

Der Große Preis von Großbritannien in Silverstone fand am 10. Juli 2005 statt und ging über eine Distanz von 60 Runden (308,355 km).
Juan Pablo Montoya gewann das McLaren-Mercedes Heimspiel in Silverstone, dies war außerdem der erste Sieg von Montoya für McLaren-Mercedes. Im Qualifying startete er von Platz 12. Die Pole-Position hatte Fernando Alonso erreicht, der mit dem zweiten Platz vor Räikkönen seinen Vorsprung in der Gesamtführung weiter ausbaute.
Räikkönen fuhr mit 1:20,502 Minuten die schnellste Rennrunde. Mit Karthikeyan konnte nur einer von 20 gestarteten Fahrern das Rennen nicht beenden. Er fiel wegen eines Elektrikproblems aus.

### Großer Preis von Deutschland
| Platz | Fahrer               | Team              | Zeit        |
| ----- | -------------------- | ----------------- | ----------- |
| 1     | Fernando Alonso      | Renault           | 1:26:28,599 |
| 2     | Juan Pablo Montoya   | McLaren-Mercedes  | + 22,569    |
| 3     | Jenson Button        | BAR-Honda         | + 24,422    |
| 4     | Giancarlo Fisichella | Renault           | + 50,587    |
| 5     | Michael Schumacher   | Ferrari           | + 51,690    |
| 6     | Ralf Schumacher      | Toyota            | + 52,242    |
| 7     | David Coulthard      | Red Bull-Cosworth | + 52,700    |
| 8     | Felipe Massa         | Sauber-Petronas   | + 56,570    |

Der Große Preis von Deutschland in Hockenheim fand am 24. Juli 2005 statt und ging über eine Distanz von 67 Runden (306,458 km).
Das Qualifying am Samstag gewann Räikkönen vor Button und Alonso. Auch das Rennen wurde über mehr als die Hälfte der Distanz von Räikkönen dominiert, bis er in der 32ten Runde mit einem Defekt ausschied. Die schnellste Rennrunde wurde ebenfalls von Räikkönen mit 1:14,873 Minuten gefahren.
Alonso gewann und vergrößerte damit seinen Vorsprung vor Räikkönen um 10 auf 36 Punkte.
Der Ausfall von Räikkönen war der einzige in diesem Rennen, alle anderen 19 Fahrer erreichten das Ziel.

### Großer Preis von Ungarn
| Platz | Fahrer             | Team             | Zeit        |
| ----- | ------------------ | ---------------- | ----------- |
| 1     | Kimi Räikkönen     | McLaren-Mercedes | 1:37:25,552 |
| 2     | Michael Schumacher | Ferrari          | + 35,581    |
| 3     | Ralf Schumacher    | Toyota           | + 36,129    |
| 4     | Jarno Trulli       | Toyota           | + 54,221    |
| 5     | Jenson Button      | BAR-Honda        | + 58,832    |
| 6     | Nick Heidfeld      | Williams-BMW     | + 1:08,375  |
| 7     | Mark Webber        | Williams-BMW     | + 1 Runde   |
| 8     | Takuma Satō        | BAR-Honda        | + 1 Runde   |

Der Große Preis von Ungarn in Budapest fand am 31. Juli 2005 statt und ging über eine Distanz von 70 Runden (306.663 km).
Die Pole-Position hatte sich Michael Schumacher vor Montoya und Trulli gesichert. Der von Platz 4 gestartete Räikkönen gewann das Rennen. Mit Michael und Ralf Schumacher standen erstmals in der Saison zwei deutsche Fahrer auf dem Podest.
Alonso konnte wegen eines Startunfalls in der ersten Kurve nur Platz 11 erreichen und erhielt damit zum dritten Mal in der Saison nach einem Ausfall in Montreal und dem Rennen in Indianapolis keine Punkte.
Mit 1:21,219 Minuten ging die schnellste Rennrunde an Räikkönen. Mit Villeneuve, Montoya, Doornbos, Coulthard und Klien fielen 5 Fahrer aus.

### Großer Preis der Türkei
| Platz | Fahrer               | Team              | Zeit        |
| ----- | -------------------- | ----------------- | ----------- |
| 1     | Kimi Räikkönen       | McLaren-Mercedes  | 1:24:34,454 |
| 2     | Fernando Alonso      | Renault           | + 18,609    |
| 3     | Juan Pablo Montoya   | McLaren-Mercedes  | + 19,635    |
| 4     | Giancarlo Fisichella | Renault           | + 37,973    |
| 5     | Jenson Button        | BAR-Honda         | + 39,304    |
| 6     | Jarno Trulli         | Toyota            | + 55,420    |
| 7     | David Coulthard      | Red Bull-Cosworth | + 1:09,296  |
| 8     | Christian Klien      | Red Bull-Cosworth | + 1:11,622  |

Der Große Preis der Türkei, auf dem asiatischen Teil Istanbuls, fand am 21. August 2005 statt und ging über eine Distanz von 58 Runden (309,396 km).
Kimi Räikkönen hatte mit der Pole-Position am Samstag und seinen Sieg am Sonntag ein perfektes Wochenende beim ersten Formel-1-Rennen in der Türkei. Im Qualifying erreichte er mit 1:26,797 Minuten die Bestzeit vor Fisichella und Alonso.
Das Rennen dominierte Räikkönen deutlich. Montoya wurde durch einen Fahrfehler in den letzten Runden knapp von Alonso geschlagen, so dass der sich über lange Zeit abzeichnende Doppelerfolg für McLaren-Mercedes verhindert wurde.
Die schnellste Rennrunde wurde von Juan Pablo Montoya mit 1:24,770 Minuten gefahren. Albers, Michael Schumacher, Heidfeld, Massa und Webber schieden vorzeitig aus.

### Großer Preis von Italien
| Platz | Fahrer               | Team             | Zeit        |
| ----- | -------------------- | ---------------- | ----------- |
| 1     | Juan Pablo Montoya   | McLaren-Mercedes | 1:14:28,659 |
| 2     | Fernando Alonso      | Renault          | + 2,479     |
| 3     | Giancarlo Fisichella | Renault          | + 17,975    |
| 4     | Kimi Räikkönen       | McLaren-Mercedes | + 22,775    |
| 5     | Jarno Trulli         | Toyota           | + 33,786    |
| 6     | Ralf Schumacher      | Toyota           | + 43,925    |
| 7     | Antonio Pizzonia     | Williams-BMW     | + 44,643    |
| 8     | Jenson Button        | BAR-Honda        | + 1:03,635  |

Der Große Preis von Italien in Monza fand am 4. September 2005 statt und ging über eine Distanz von 53 Runden (306,720 km).
Räikkönen gewann das Qualifying vor Montoya und Alonso, wurde jedoch wegen eines Motorenwechsels um zehn Plätze zurückgesetzt.
Das Rennen wurde trotz erheblichen Problemen mit den Reifen von Montoya gewonnen. Auch bei seinem Teamkollegen Räikkönen traten Reifenprobleme auf, so dass er nur den vierten Platz erreichte und damit erneut wichtige Punkte für die Gesamtwertung verlor.
Die schnellste Runde wurde mit 1:21,504 Minuten von Räikkönen gefahren. Ausfälle gab es nicht, sämtliche Fahrer erreichten das Ziel.
Das Rennergebnis stellte klar, dass Michael Schumacher seinen WM-Titel nicht mehr verteidigen konnte.

### Großer Preis von Belgien
| Platz | Fahrer             | Team             | Zeit        |
| ----- | ------------------ | ---------------- | ----------- |
| 1     | Kimi Räikkönen     | McLaren-Mercedes | 1:30:01,295 |
| 2     | Fernando Alonso    | Renault          | + 28,394    |
| 3     | Jenson Button      | BAR-Honda        | + 32,077    |
| 4     | Mark Webber        | Williams-BMW     | + 1:09,167  |
| 5     | Rubens Barrichello | Ferrari          | + 1:18,136  |
| 6     | Jacques Villeneuve | Sauber-Petronas  | + 1:27,435  |
| 7     | Ralf Schumacher    | Toyota           | + 1:27,576  |
| 8     | Tiago Monteiro     | Jordan-Toyota    | + 1 Runde   |

Der Große Preis von Belgien in Spa-Francorchamps fand am 11. September 2005 statt und ging über eine Distanz von 44 Runden (306,944 km).
Auf der durch Regen rutschigen Fahrbahn entschied Räikkönen das Rennen vor Alonso und Button für sich. Der bis zur vierten Runde vor Schluss auf Platz 2 liegende Montoya fiel nach einer Kollision mit Pizzonia aus. Michael Schumacher und Satō kollidierten bereits in der 13. Rennrunde und mussten ebenfalls das Rennen beenden. Weitere Ausfälle waren Trulli, Coulthard, Fisichella.
Die schnellste Rennrunde fuhr Ralf Schumacher mit 1:51,453 Minuten. Montoya war der Schnellste im Qualifying vor Räikkönen und Fisichella.

### Großer Preis von Brasilien
| Platz | Fahrer               | Team             | Zeit        |
| ----- | -------------------- | ---------------- | ----------- |
| 1     | Juan Pablo Montoya   | McLaren-Mercedes | 1:29:20,574 |
| 2     | Kimi Räikkönen       | McLaren-Mercedes | + 2,527     |
| 3     | Fernando Alonso      | Renault          | + 24,840    |
| 4     | Michael Schumacher   | Ferrari          | + 35,668    |
| 5     | Giancarlo Fisichella | Renault          | + 40,218    |
| 6     | Rubens Barrichello   | Ferrari          | + 1:09,173  |
| 7     | Jenson Button        | BAR-Honda        | + 1 Runde   |
| 8     | Ralf Schumacher      | Toyota           | + 1 Runde   |

Der Große Preis von Brasilien in São Paulo fand am 25. September 2005 statt und ging über eine Distanz von 71 Runden (305,909 km).
Mit seinem dritten Platz in diesem 17. von 19 Saisonrennen sicherte sich Fernando Alonso im Renault bereits vorzeitig den Fahrertitel. Alonso war mit 24 Jahren der jüngste Formel-1-Weltmeister und zugleich der erste Spanier mit diesem Titel.
Am Samstag hatte Alonso vor Montoya und Fisichella die Pole-Position erreicht. Auch der Doppelsieg der McLaren-Mercedes-Fahrer Montoya vor Räikkönen konnte den Weltmeistertitel von Alonso nicht mehr verhindern.
Direkt nach dem Start gab es eine Safety-Car-Phase wegen eines Unfalls der Williams-BMW-Piloten Pizzonia und Webber mit Coulthard. Webber konnte nach Ablauf von 25 Runden noch das Rennen fortsetzen. Für Pizzonia und Coulthard war das Rennen direkt beendet. Mit Doornbos und Monteiro waren zwei weitere Ausfälle zu verzeichnen. Räikkönen fuhr mit 1:12,268 Minuten die schnellste Rundenzeit.

### Großer Preis von Japan
| Platz | Fahrer               | Team              | Zeit        |
| ----- | -------------------- | ----------------- | ----------- |
| 1     | Kimi Räikkönen       | McLaren-Mercedes  | 1:29:02,212 |
| 2     | Giancarlo Fisichella | Renault           | + 1,633     |
| 3     | Fernando Alonso      | Renault           | + 17,456    |
| 4     | Mark Webber          | Williams-BMW      | + 22,274    |
| 5     | Jenson Button        | BAR-Honda         | + 29,507    |
| 6     | David Coulthard      | Red Bull-Cosworth | + 31,601    |
| 7     | Michael Schumacher   | Ferrari           | + 33,879    |
| 8     | Ralf Schumacher      | Toyota            | + 49,548    |

Der Große Preis von Japan in Suzuka fand am 9. Oktober 2005 statt und ging über eine Distanz von 53 Runden (307,573 km).
Die Pole-Position erreichte Ralf Schumacher vor Button und Fisichella in einem durch Regen beeinflussten Qualifying.
Im Rennen konnte Räikkönen noch in der letzten Runde Fisichella überholen und damit seinen 7. Saisonsieg feiern, obwohl er nur als 17. gestartet war. Die schnellste Runde fuhr ebenfalls Räikkönen mit 1:31,540 Minuten.
In der 10. Runde verursachte Satō einen Unfall mit Trulli, der damit ausschied. Satō konnte weiterfahren, wurde jedoch später disqualifiziert. Montoya und Pizzonia beendeten das Rennen ebenfalls nicht.
Kurioserweise musste Michael Schumacher den Renault-Pilot Fernando Alonso außen ziehen lassen, als Alonso und Räikkönen nahe an Schumacher waren. Das passierte zuletzt 1996 in Estoril mit Jacques Villeneuve.

### Großer Preis von China
| Platz | Fahrer               | Team              | Zeit        |
| ----- | -------------------- | ----------------- | ----------- |
| 1     | Fernando Alonso      | Renault           | 1:39:53,618 |
| 2     | Kimi Räikkönen       | McLaren-Mercedes  | + 4,015     |
| 3     | Ralf Schumacher      | Toyota            | + 25,376    |
| 4     | Giancarlo Fisichella | Renault           | + 26,114    |
| 5     | Christian Klien      | Red Bull-Cosworth | + 31,839    |
| 6     | Felipe Massa         | Sauber-Petronas   | + 36,400    |
| 7     | Mark Webber          | Williams-BMW      | + 36,842    |
| 8     | Jenson Button        | BAR-Honda         | + 41,249    |

Der Große Preis von China in Shanghai fand am 16. Oktober 2005 statt und ging über eine Distanz von 56 Runden (305,256 km).
Die Pole-Position erreichte Alonso vor Fisichella und Räikkönen. Die schnellste Rennrunde fuhr Räikkönen mit einer Zeit von 1:33,242 Minuten.
Alonso konnte seine erfolgreiche Saison mit einem erneuten Sieg abschließen, womit außerdem Renault den Titel der Konstrukteurs-Weltmeisterschaft gewann.
Das Rennen verlief mit zwei Safety-Car-Phasen aufgrund von Unfällen ereignisreich. Bereits in der Einfahrrunde gab es einen Unfall zwischen Michael Schumacher und Albers. Beide Autos wurden zerstört, so dass die beiden Fahrer mit dem Ersatzauto aus der Boxengasse starten mussten. Später schied Michael Schumacher aus, nachdem er von der Rennstrecke gerutscht war. Weitere Ausfälle gab es von Satō, Karthikeyan und Montoya.

## Qualifyingduelle
| Fahrer             | :           | Fahrer               |
| Ferrari            | Ferrari     | Ferrari              |
| ------------------ | ----------- | -------------------- |
| Michael Schumacher | 12:7 (16:9) | Rubens Barrichello   |
| BAR-Honda          |             |                      |
| Jenson Button      | 15:1 (18:1) | Takuma Satō          |
| Jenson Button      | 1:0 (2:0)   | Anthony Davidson     |
| Renault            |             |                      |
| Fernando Alonso    | 15:4 (19:6) | Giancarlo Fisichella |
| Williams-BMW       |             |                      |
| Mark Webber        | 9:5 (14:6)  | Nick Heidfeld        |
| Mark Webber        | 5:0 (5:0)   | Antonio Pizzonia     |
| McLaren-Mercedes   |             |                      |
| Kimi Räikkönen     | 9:8 (16:5)  | Juan Pablo Montoya   |
| Kimi Räikkönen     | 0:1 (1:1)   | Pedro de la Rosa     |
| Kimi Räikkönen     | 1:0 (2:0)   | Alexander Wurz       |

| Fahrer             | :               | Fahrer             |
| Sauber-Petronas    | Sauber-Petronas | Sauber-Petronas    |
| ------------------ | --------------- | ------------------ |
| Jacques Villeneuve | 7:12 (7:18)     | Felipe Massa       |
| Red Bull-Cosworth  |                 |                    |
| David Coulthard    | 7:8 (7:11)      | Christian Klien    |
| David Coulthard    | 4:0 (6:1)       | Vitantonio Liuzzi  |
| Toyota             |                 |                    |
| Jarno Trulli       | 14:4 (20:4)     | Ralf Schumacher    |
| Jarno Trulli       | 1:0 (1:0)       | Ricardo Zonta      |
| Jordan-Toyota      |                 |                    |
| Narain Karthikeyan | 10:9 (15:10)    | Tiago Monteiro     |
| Minardi-Cosworth   |                 |                    |
| Christijan Albers  | 6:5 (8:9)       | Patrick Friesacher |
| Christijan Albers  | 6:2 (6:2)       | Robert Doornbos    |

Bei den ersten sechs Rennen fanden zwei Qualifyings statt. Die Resultate in den Klammern enthalten zusätzlich die Ergebnisse aus den sechs Doppel-Qualifyings.

## Weltmeisterschaftswertungen

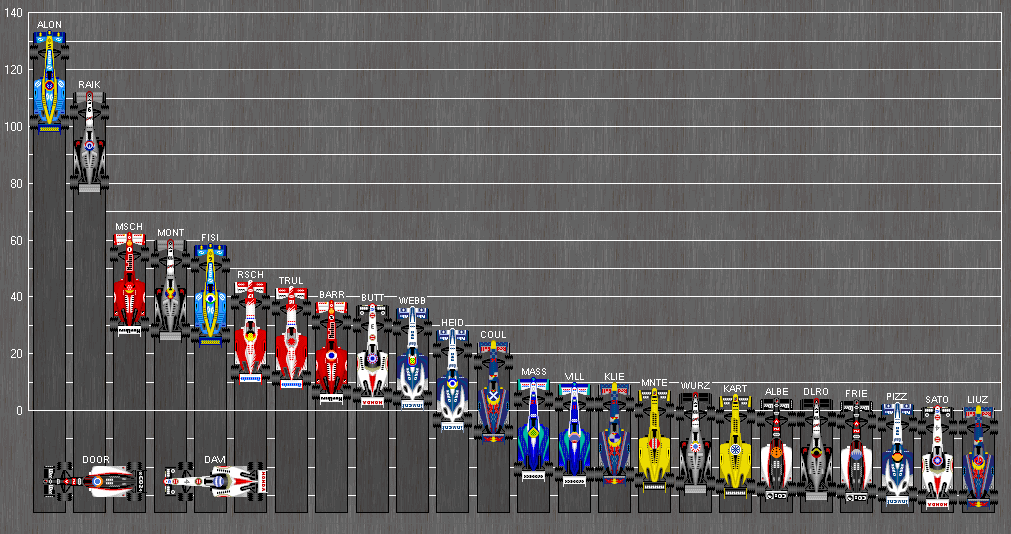
Fahrerwertung der Formel-1-Saison 2005

Weltmeister wird derjenige Fahrer bzw. Konstrukteur, der bis zum Saisonende am meisten Punkte in der Weltmeisterschaft angesammelt hat. Bei der Punkteverteilung werden die Platzierungen im Gesamtergebnis des jeweiligen Rennens berücksichtigt. Die acht erstplatzierten Fahrer jedes Rennens erhalten Punkte nach folgendem Schema:
| Platz  | 1  | 2 | 3 | 4 | 5 | 6 | 7 | 8 |
| Punkte | 10 | 8 | 6 | 5 | 4 | 3 | 2 | 1 |

### Fahrerwertung
| Pos. | Fahrer         | Konstrukteur      |     |     |     |     |     |     |     |     |     |     |     |     |     |     |     |     |     |     |     | Punkte |
| 01   | F. Alonso      | Renault           | 3   | 1   | 1   | 1   | 2   | 4   | 1   | DNF | DNS | 1   | 2   | 1   | 11  | 2   | 2   | 2   | 3   | 3   | 1   | 133    |
| 02   | K. Räikkönen   | McLaren-Mercedes  | 8   | 9   | 3   | DNF | 1   | 1   | 11* | 1   | DNS | 2   | 3   | DNF | 1   | 1   | 4   | 1   | 2   | 1   | 2   | 112    |
| 03   | M. Schumacher  | Ferrari           | DNF | 7   | DNF | 2   | DNF | 7   | 5   | 2   | 1   | 3   | 6   | 5   | 2   | DNF | 10  | DNF | 4   | 7   | DNF | 62     |
| 04   | J. Montoya     | McLaren-Mercedes  | 6   | 4   | INJ | INJ | 7   | 5   | 7   | DSQ | DNS | DNF | 1   | 2   | DNF | 3   | 1   | 14  | 1   | DNF | DNF | 60     |
| 05   | G. Fisichella  | Renault           | 1   | DNF | DNF | DNF | 5   | 12  | 6   | DNF | DNS | 6   | 4   | 4   | 9   | 4   | 3   | DNF | 5   | 2   | 4   | 58     |
| 06   | R. Schumacher  | Toyota            | 12  | 5   | 4   | 9   | 4   | 6   | DNF | 6   |     | 7   | 8   | 6   | 3   | 12  | 6   | 7   | 8   | 8   | 3   | 45     |
| 07   | J. Trulli      | Toyota            | 9   | 2   | 2   | 5   | 3   | 10  | 8   | DNF | DNS | 5   | 9   | 14* | 4   | 6   | 5   | DNF | 13* | DNF | 15  | 43     |
| 08   | R. Barrichello | Ferrari           | 2   | DNF | 9   | DNF | 9   | 8   | 3   | 3   | 2   | 9   | 7   | 10  | 10  | 10  | 12  | 5   | 6   | 11  | 12  | 38     |
| 09   | J. Button      | BAR-Honda         | 11* | DNF | DNF | DSQ | EX  | EX  | 10  | DNF | DNS | 4   | 5   | 3   | 5   | 5   | 8   | 3   | 7   | 5   | 8   | 37     |
| 10   | M. Webber      | Williams-BMW      | 5   | DNF | 6   | 7   | 6   | 3   | DNF | 5   | DNS | 12  | 11  | NC  | 7   | DNF | 14  | 4   | NC  | 4   | 7   | 36     |
| 11   | N. Heidfeld    | Williams-BMW      | DNF | 3   | DNF | 6   | 10  | 2   | 2   | DNF | DNS | 14  | 12  | 11  | 6   | DNF | INJ | INJ | INJ | INJ | INJ | 28     |
| 12   | D. Coulthard   | Red Bull-Cosworth | 4   | 6   | 8   | 11  | 8   | DNF | 4   | 7   | DNS | 10  | 13  | 7   | DNF | 7   | 15  | DNF | DNF | 6   | 9   | 24     |
| 13   | F. Massa       | Sauber-Petronas   | 10  | 10  | 7   | 10  | 11* | 9   | 14  | 4   | DNS | DNF | 10  | 8   | 14  | DNF | 9   | 10  | 11  | 10  | 6   | 11     |
| 14   | J. Villeneuve  | Sauber-Petronas   | 13  | DNF | 11  | 4   | DNF | 11  | 13  | 9   | DNS | 8   | 14  | 15  | DNF | 11  | 11  | 6   | 12  | 12  | 10  | 9      |
| 15   | C. Klien       | Red Bull-Cosworth | 7   | 8   | DNS |     |     |     |     | 8   | DNS | DNF | 15  | 9   | DNF | 8   | 13  | 9   | 9   | 9   | 5   | 9      |
| 16   | T. Monteiro    | Jordan-Toyota     | 16  | 12  | 10  | 13  | 12  | 13  | 15  | 10  | 3   | 13  | 17  | 17  | 13  | 15  | 17  | 8   | DNF | 13  | 11  | 7      |
| 17   | A. Wurz        | McLaren-Mercedes  |     |     |     | 3   |     |     |     |     |     |     |     |     |     |     |     |     |     |     |     | 6      |
| 18   | N. Karthikeyan | Jordan-Toyota     | 15  | 11  | DNF | 12  | 13  | DNF | 16  | DNF | 4   | 15  | DNF | 16  | 12  | 14  | 20  | 11  | 15  | 15  | DNF | 5      |
| 19   | C. Albers      | Minardi-Cosworth  | DNF | 13  | 13  | DNF | DNF | 14  | 17  | 11  | 5   | DNF | 18  | 13  | NC  | DNF | 19  | 12  | 14  | 16  | 16  | 4      |
| 20   | P. de la Rosa  | McLaren-Mercedes  |     |     | 5   |     |     |     |     |     |     |     |     |     |     |     |     |     |     |     |     | 4      |
| 21   | P. Friesacher  | Minardi-Cosworth  | 17  | DNF | 12  | DNF | DNF | DNF | 18  | DNF | 6   | DNF | 19  |     |     |     |     |     |     |     |     | 3      |
| 22   | A. Pizzonia    | Williams-BMW      |     |     |     |     |     |     |     |     |     |     |     |     |     |     | 7   | 15  | DNF | DNF | 13  | 2      |
| 23   | T. Satō        | BAR-Honda         | 14  | INJ | DNF | DSQ | EX  | EX  | 12  | DNF | DNS | 11  | 16  | 12  | 8   | 9   | 16  | DNF | 10  | DSQ | DNF | 1      |
| 24   | V. Liuzzi      | Red Bull-Cosworth |     |     |     | 8   | DNF | DNF | 9   |     |     |     |     |     |     |     |     |     |     |     |     | 1      |
| 25   | R. Doornbos    | Minardi-Cosworth  |     |     |     |     |     |     |     |     |     |     |     | 18  | DNF | 13  | 18  | 13  | DNF | 14  | 14  | 0      |
| –    | A. Davidson    | BAR-Honda         |     | DNF |     |     |     |     |     |     |     |     |     |     |     |     |     |     |     |     |     | 0      |
| –    | R. Zonta       | Toyota            |     |     |     |     |     |     |     |     | DNS |     |     |     |     |     |     |     |     |     |     | 0      |

| Legende  | Legende            | Legende                                                          |
| Farbe    | Abkürzung          | Bedeutung                                                        |
| -------- | ------------------ | ---------------------------------------------------------------- |
| Gold     | –                  | Sieg                                                             |
| Silber   | –                  | 2. Platz                                                         |
| Bronze   | –                  | 3. Platz                                                         |
| Grün     | –                  | Platzierung in den Punkten                                       |
| Blau     | –                  | Klassifiziert außerhalb der Punkteränge                          |
| Violett  | DNF                | Rennen nicht beendet (did not finish)                            |
| Violett  | NC                 | nicht klassifiziert (not classified)                             |
| Rot      | DNQ                | nicht qualifiziert (did not qualify)                             |
| Rot      | DNPQ               | in Vorqualifikation gescheitert (did not pre-qualify)            |
| Schwarz  | DSQ                | disqualifiziert (disqualified)                                   |
| Weiß     | DNS                | nicht am Start (did not start)                                   |
| Weiß     | WD                 | zurückgezogen (withdrawn)                                        |
| Hellblau | PO                 | nur am Training teilgenommen (practiced only)                    |
| Hellblau | TD                 | Freitags-Testfahrer (test driver)                                |
| ohne     | DNP                | nicht am Training teilgenommen (did not practice)                |
| ohne     | INJ                | verletzt oder krank (injured)                                    |
| ohne     | EX                 | ausgeschlossen (excluded)                                        |
| ohne     | DNA                | nicht erschienen (did not arrive)                                |
| ohne     | C                  | Rennen abgesagt (cancelled)                                      |
| ohne     | keine WM-Teilnahme |                                                                  |
| sonstige | P/fett             | Pole-Position                                                    |
| sonstige | 1/2/3/4/5/6/7/8    | Punktplatzierung im Sprint-/Qualifikationsrennen                 |
| sonstige | SR/kursiv          | Schnellste Rennrunde                                             |
| sonstige | *                  | nicht im Ziel, aufgrund der zurückgelegten Distanz aber gewertet |
| sonstige | ()                 | Streichresultate                                                 |
| sonstige | unterstrichen      | Führender in der Gesamtwertung                                   |

### Konstrukteurswertung
| Pos. | Konstrukteur      | Nr. |     |     |     |     |     |     |     |     |     |     |     |     |     |     |    |     |     |     |     | Punkte |
| 01   | Renault           | 05  | 3   | 1   | 1   | 1   | 2   | 4   | 1   | DNF | DNS | 1   | 2   | 1   | 11  | 2   | 2  | 2   | 3   | 3   | 1   | 191    |
| 01   | Renault           | 06  | 1   | DNF | DNF | DNF | 5   | 12  | 6   | DNF | DNS | 6   | 4   | 4   | 9   | 4   | 3  | DNF | 5   | 2   | 4   | 191    |
| 02   | McLaren-Mercedes  | 09  | 8   | 9   | 3   | DNF | 1   | 1   | 11* | 1   | DNS | 2   | 3   | DNF | 1   | 1   | 4  | 1   | 2   | 1   | 2   | 182    |
| 02   | McLaren-Mercedes  | 10  | 6   | 4   | 5   | 3   | 7   | 5   | 7   | DSQ | DNS | DNF | 1   | 2   | DNF | 3   | 1  | 14  | 1   | DNF | DNF | 182    |
| 03   | Ferrari           | 01  | DNF | 7   | DNF | 2   | DNF | 7   | 5   | 2   | 1   | 3   | 6   | 5   | 2   | DNF | 10 | DNF | 4   | 7   | DNF | 100    |
| 03   | Ferrari           | 02  | 2   | DNF | 9   | DNF | 9   | 8   | 3   | 3   | 2   | 9   | 7   | 10  | 10  | 10  | 12 | 5   | 6   | 11  | 12  | 100    |
| 04   | Toyota            | 16  | 9   | 2   | 2   | 5   | 3   | 10  | 8   | DNF | DNS | 5   | 9   | 14* | 4   | 6   | 5  | DNF | 13* | DNF | 15  | 88     |
| 04   | Toyota            | 17  | 12  | 5   | 4   | 9   | 4   | 6   | DNF | 6   | DNS | 7   | 8   | 6   | 3   | 12  | 6  | 7   | 8   | 8   | 3   | 88     |
| 05   | Williams-BMW      | 07  | 5   | DNF | 6   | 7   | 6   | 3   | DNF | 5   | DNS | 12  | 11  | NC  | 7   | DNF | 14 | 4   | NC  | 4   | 7   | 66     |
| 05   | Williams-BMW      | 08  | DNF | 3   | DNF | 6   | 10  | 2   | 2   | DNF | DNS | 14  | 12  | 11  | 6   | DNF | 7  | 15  | DNF | DNF | 13  | 66     |
| 06   | BAR-Honda         | 03  | 11* | DNF | DNF | DSQ | EX  | EX  | 10  | DNF | DNS | 4   | 5   | 3   | 5   | 5   | 8  | 3   | 7   | 5   | 8   | 38     |
| 06   | BAR-Honda         | 04  | 14  | DNF | DNF | DSQ | EX  | EX  | 12  | DNF | DNS | 11  | 16  | 12  | 8   | 9   | 16 | DNF | 10  | DSQ | DNF | 38     |
| 07   | Red Bull-Cosworth | 14  | 4   | 6   | 8   | 11  | 8   | DNF | 4   | 7   | DNS | 10  | 13  | 7   | DNF | 7   | 15 | DNF | DNF | 6   | 9   | 34     |
| 07   | Red Bull-Cosworth | 15  | 7   | 8   | DNS | 8   | DNF | DNF | 9   | 8   | DNS | DNF | 15  | 9   | DNF | 8   | 13 | 9   | 9   | 9   | 5   | 34     |
| 08   | Sauber-Petronas   | 11  | 13  | DNF | 11  | 4   | DNF | 11  | 13  | 9   | DNS | 8   | 14  | 15  | DNF | 11  | 11 | 6   | 12  | 12  | 10  | 20     |
| 08   | Sauber-Petronas   | 12  | 10  | 10  | 7   | 10  | 11* | 9   | 14  | 4   | DNS | DNF | 10  | 8   | 14  | DNF | 9  | 10  | 11  | 10  | 6   | 20     |
| 09   | Jordan-Toyota     | 18  | 16  | 12  | 10  | 13  | 12  | 13  | 15  | 10  | 3   | 13  | 17  | 17  | 13  | 15  | 17 | 8   | DNF | 13  | 11  | 12     |
| 09   | Jordan-Toyota     | 19  | 15  | 11  | DNF | 12  | 13  | DNF | 16  | DNF | 4   | 15  | DNF | 16  | 12  | 14  | 20 | 11  | 15  | 15  | DNF | 12     |
| 10   | Minardi-Cosworth  | 20  | 17  | DNF | 12  | DNF | DNF | DNF | 18  | DNF | 6   | DNF | 19  | 18  | DNF | 13  | 18 | 13  | DNF | 14  | 14  | 7      |
| 10   | Minardi-Cosworth  | 21  | DNF | 13  | 13  | DNF | DNF | 14  | 17  | 11  | 5   | DNF | 18  | 13  | NC  | DNF | 19 | 12  | 14  | 16  | 16  | 7      |

| Legende  | Legende            | Legende                                                          |
| Farbe    | Abkürzung          | Bedeutung                                                        |
| -------- | ------------------ | ---------------------------------------------------------------- |
| Gold     | –                  | Sieg                                                             |
| Silber   | –                  | 2. Platz                                                         |
| Bronze   | –                  | 3. Platz                                                         |
| Grün     | –                  | Platzierung in den Punkten                                       |
| Blau     | –                  | Klassifiziert außerhalb der Punkteränge                          |
| Violett  | DNF                | Rennen nicht beendet (did not finish)                            |
| Violett  | NC                 | nicht klassifiziert (not classified)                             |
| Rot      | DNQ                | nicht qualifiziert (did not qualify)                             |
| Rot      | DNPQ               | in Vorqualifikation gescheitert (did not pre-qualify)            |
| Schwarz  | DSQ                | disqualifiziert (disqualified)                                   |
| Weiß     | DNS                | nicht am Start (did not start)                                   |
| Weiß     | WD                 | zurückgezogen (withdrawn)                                        |
| Hellblau | PO                 | nur am Training teilgenommen (practiced only)                    |
| Hellblau | TD                 | Freitags-Testfahrer (test driver)                                |
| ohne     | DNP                | nicht am Training teilgenommen (did not practice)                |
| ohne     | INJ                | verletzt oder krank (injured)                                    |
| ohne     | EX                 | ausgeschlossen (excluded)                                        |
| ohne     | DNA                | nicht erschienen (did not arrive)                                |
| ohne     | C                  | Rennen abgesagt (cancelled)                                      |
| ohne     | keine WM-Teilnahme |                                                                  |
| sonstige | P/fett             | Pole-Position                                                    |
| sonstige | 1/2/3/4/5/6/7/8    | Punktplatzierung im Sprint-/Qualifikationsrennen                 |
| sonstige | SR/kursiv          | Schnellste Rennrunde                                             |
| sonstige | *                  | nicht im Ziel, aufgrund der zurückgelegten Distanz aber gewertet |
| sonstige | ()                 | Streichresultate                                                 |
| sonstige | unterstrichen      | Führender in der Gesamtwertung                                   |